# Лахницкий, Циприан
Циприан Лахницкий (пол. Cyprian Lachnicki; 1824, с. Лахнов Гродненской губернии — 27 декабря 1906, Варшава) — польский коллекционер, художник-аматёр, многолетний директор Рисовальной школы (ныне Академия изящных искусств), почëтный директор Музея изящных искусств в Варшаве (теперь Национальный музей).

## Биография
Представитель польского дворянского рода Лахницких. Молодые годы провёл в Санкт-Петербурге, где его увлечением стало коллекционирование произведений искусства, занятие живописью, углубленное изучение древнего искусства и приобретение навыков музейного работника. Был членом петербургского Общества поощрения художеств (с 1847), а с 1848 работал в Эрмитаже, где занимался каталогизацией произведений искусства.
После возвращения в Польшу Лахницкий поселился в Варшаве. Пользуясь доверием царских властей, занимал ряд ответственных должностей.
На протяжении 37 лет (1867—1904) руководил варшавскими Классами рисунка, а позже Рисовальной школой — единственным в то время художественным учебным заведением в Польше. В 1904 г. вышел на пенсию.
Одновременно с 1876 по 1904 г. был почëтным директором варшавского Музея изящных искусств. За это время провел работы по упорядочению собрания экспонатов, организовывал выставки, занимался строительством здания для нового музея.

## Коллекционирование
Коллекционировал Лахницкий, в основном, живопись, рисунки и графику, особенно великих мастеров XVI—XVII веков (Дюрера, Рембрандта, Х. Гольциуса и др.), известных польских художников (Яна Левицкого, Циприана Норвида, Генрика Редлиха), интересовали его гравюры, пейзажная графика XIX века, фотографии и многое др.
Собранную за годы жизни коллекцию из 138 картин, 83 рисунков, 140 гравюр, большого количества репродукций и фотографий,
завещал после смерти Музею изобразительных искусств в Варшаве. При этом, одним из условий было сооружение нового здания для музея.